# Langelurillus nigritus
Langelurillus nigritus är en spindelart som först beskrevs av Berland, Millot 1941.  Langelurillus nigritus ingår i släktet Langelurillus och familjen hoppspindlar. Inga underarter finns listade i Catalogue of Life.